# Apsisaurus
Apsisaurus (od słowa apsis, będącego zlatynizowaną wersją greckiego słowa hapsis, oznaczającego „łuk”, oraz od greckiego sauros – „jaszczur”) – rodzaj niewielkiego synapsyda należącego do rodziny Varanopidae, żyjącego we wczesnym permie na terenach dzisiejszej Ameryki Północnej. Gatunkiem typowym jest A. witteri (epitet gatunkowy honoruje Roberta V. Wittera, kierującego wykopaliskami, które zaowocowały odkryciem okazu holotypowego), którego holotypem MCZ 1474, niekompletny szkielet z zachowaną niekompletną czaszką i żuchwą, tylnymi kręgami szyjnymi, kręgami grzbietowymi i krzyżowymi, przednimi kręgami ogonowymi, żebrami oraz proksymalnymi (bliższymi osi ciała) częściami kończyn przednich i tylnych. Holotyp A. witteri odkryto w osadach formacji Archer City, niedaleko miasta Archer City w Teksasie.
Apsisaurus witteri charakteryzują wydłużone przednio-tylnie, wysokie wyrostki kolczyste kręgów oraz smukła kość ramienna; u Apsisaurus szerokość kłykcia kości ramiennej będącego odpowiednikiem ludzkiego nadkłykcia przyśrodkowego tej kości wynosi mniej niż 30% całkowitej długości kości ramiennej. Od przedstawicieli rodzajów Mesenosaurus, Mycterosaurus, Aerosaurus i Varanodon różni go to, że jego zęby nie są silnie zakrzywione ku tyłowi.
Apsisaurus został opisany w 1991 r. przez Michela Laurina; badania nad budową zachowanych kości okazu holotypowego A. witteri doprowadziły Laurina do wniosku, że gatunek ten należał do diapsydów. Z przeprowadzonej przez Laurina analizy kladystycznej wynikało, że Apsisaurus był taksonem siostrzanym do grupy Neodiapsida (definiowanej przez Laurina jako klad obejmujący ostatniego wspólnego przodka grupy Younginiformes i współcześnie żyjących diapsydów oraz wszystkich jego potomków). Potwierdzenie takiej jego pozycji filogenetycznej czyniłoby z Apsisaurus najstarszego znanego przedstawiciela diapsydów nienależącego do grupy Araeoscelidia.
Późniejsze badania nad synapsydami z grupy Varanopidae wykazały, że były one podobne do bazalnych diapsydów (podobnie jak one były niewielkie, wysmukłe – zwłaszcza w porównaniu ze współczesnymi im przedstawicielami innych grup synapsydów i zauropsydów – i miały smukłe kończyny), oraz że niektóre cechy budowy ciała uznawane za charakterystyczne dla bazalnych diapsydów występowały również u przedstawicieli Varanopidae. Jak się okazało, niektóre owodniowce pierwotnie zaliczone do diapsydów (Archaeovenator, Mesenosaurus, Heleosaurus) w rzeczywistości należały właśnie do Varanopidae. Tym samym niepewna stała się też klasyfikacja Apsisaurus jako diapsyda; analiza Laurina z 1991 r. nie wystarczała do rozstrzygnięcia tej kwestii, gdyż nie uwzględniono w niej synapsydów.
Badania Reisza, Laurina i Marjanovića (2010) wykazały, że niektóre z cech, które Laurin (1991) uznał za autapomorfie Apsisaurus witteri w rzeczywistości występowały również u przedstawicieli Varanopidae. Tak np. mała kość kwadratowo–jarzmowa, która nie sięgała okna skroniowego występowała też u Archaeovenator, bazalnego przedstawiciela Varanopidae. Stosunkowo duże, ostro zakończone zęby Apsisaurus różnią go od większości przedstawicieli Varanopidae, ale są niemal identyczne z zębami Archaeovenator. Dodatkowo niektóre cechy uznane przez Laurina (1991) za dowód przynależności A. witteri do diapsydów w rzeczywistości nie występują u tego owodniowca. Laurin zakładał np. obecność u Apsisaurus okna podoczodołowego (ang. suborbital fenestra), uznawanego za synapomorfię diapsydów; badania Reisza, Laurina i Marjanovića (2010) wykazały jednak, że to, co Laurin wziął za okno podoczodołowe to w rzeczywistości uszkodzenie czaszki. Reisz, Laurin i Marjanović zwrócili też uwagę na obecność małego guzka na lewej kości jarzmowej Apsisaurus; występowanie tego guzka jest charakterystyczną cechą przedstawicieli Varanopidae. Żuchwa Apsisaurus jest niemal identyczna z żuchwą Archaeovenator, oba te taksony mają też bardzo podobne szkielety pozaczaszkowe.
Przynależność Apsisaurus do Varanopidae potwierdziła przeprowadzona przez Reisza, Laurina i Marjanovića (2010) analiza kladystyczna; wynika z niej, że Apsisaurus był jednym z najbardziej bazalnych znanych przedstawicieli Varanopidae, siostrzanym do kladu obejmującego wszystkich pozostałych przedstawicieli rodziny poza Archaeovenator.